# Родионова, Ирина Александровна
Ирина Александровна Родионова (род. 1 августа 1951) — доктор географических наук. Профессор кафедры региональной экономики и географии экономического факультета РУДН.

## Биография
Родилась 01.08.1951 года в Москве.
В 1974 г. окончила с отличием МИИГАиК по специальности инженер-картограф. В 1974—1977 — старший инженер кафедры аэрофотосъемки МИИГА и К. В 1982—2004 — научный сотрудник, в 2004—2006 гг. — ведущий научный сотрудник) кафедры социально-экономической географии зарубежных стран географического факультета МГУ им. Ломоносова.
В 1992 г. — защитила кандидатскую диссертацию на тему «Картографическая интерпретация проблемы социально-экономической отсталости развивающихся стран (на примере создания комплексных атласов)» на географическом факультете МГУ им. М. В. Ломоносова.
С 1992 — доцент кафедры экономической и политической географии экономического факультета РУДН. С 2004 г. — профессор кафедры региональной экономики и географии РУДН;
В 2003 г — защитила докторскую диссертацию на тему: «Структурные сдвиги в промышленности мира во второй половине XX в.: макрогеографический анализ» по специальности 25.00.24 — экономическая, социальная и политическая география.
В 2005 г. присвоено ученое звание профессора по кафедре региональной экономики и географии.
В 1996—2004 — ответственная за научно-исследовательскую работу со студентами экономического факультета РУДН.
С 2005 — научный руководитель Межкафедрального постоянно действующего научно-методологического семинара «Глобалистика и геоэкономическая стратегия» на экономическом факультете РУДН.
С 2006 — руководитель Научно-педагогического коллектива кафедры региональной экономики и географии экономического факультета РУДН.

## Преподавание
Специальность 25.00.24 — экономическая, социальная и политическая география.
С 1992 г. — работа в РУДН (с 1982 по 2006 гг. — одновременно работала в МГУ им. Ломоносова. Географический факультет).
Ведёт лекции и семинарские занятия по курсам экономического факультета и факультета гуманитарных и социальных наук РУДН.

## Наука
- Член диссертационных советов при ФГАОУ Российский университет дружбы народов.
- Член Диссертационного совета (РУДН совм с МГИМО)[7].
- Член Русского географического общества; Центрального Дома ученых РАН (с 2005). Действительный член Российской академии естествознания (с апреля 2011 г. — академик);
- 1996, 1999, 2001 — награждена Почётной грамотой Ученого Совета Российского университета дружбы народов за второе место в конкурсе на лучшую научную работу;
- 2012 — Почётное звание «Почётный работник высшего профессионального образования РФ» за заслуги в области образования. Приказ № 602 /к-н от 10 апреля 2012 г. Удостоверение № 38737.
- Член редколлегии 3-х иностранных научных журналов:
  - "Bulletin of Geography. Socio-economic Series (Торунь. Польша) — в списке SCOPUS;
  - «Вестник КазНУ им. аль-Фараби». Серия Географическая (Алматы. Казахстан) — в списке ВАК;
  - «Вестник БГУ. Серия 2, Химия. Биология. География». (Минск, Беларусь)
- Член редколлегии журнала «Вестник РУДН. Серия Экономика» (Москва, Россия)[8] — в списке ВАК;
- Член редколлегии журнала «Региональные исследования» (Смоленск, Россия) — в списке ВАК;
- Член ред. совета журнала «География в школе» (Москва, Россия).

Сфера научных интересов в области экономической и политической географии, географии мирового хозяйства (мировая промышленность), глобальных проблем человечества, инновационной экономики.

## Список публикаций
Опубликованные монографии, учебники и учебные пособия, учебно-методические разработки широко применяются в учебном процессе.
- Родионова И. А. Экономическая и социальная география мира. Учебник для академического бакалавриата в 2 т. — М.: Изд-во ЮРАЙТ, 2013—2020. Т. 1 — 431 с.; Том 2. — 275 с.[9]
- Богачев И. И., Родионова И. А., Крейденко Т. Ф. Эффективность деятельности предприятий в условиях кластеризации в регионах РФ: Монография / Под ред. проф. И. А. Родионовой. — М.: Университетская книга, 2017. — 238 с.
- Метаморфозы в пространственной организации мировой экономики в начале XXI века. Монография / под ред. проф. И. А. Родионовой. — М.: Университетская книга, 2016. — 296 с.[10]
- Rodionova I. A. World industry and regional analysis of foreign investments in the world economy // Comparative analysis of the capital markets and economic system of international relations. Scientific publication / Edited by Maria Balcerowicz-Szkutnik. — Katowice. Poland, Publishing House of the University of Economics in Katowice. — 2015. — P. 65—75.
- Родионова И. А., Хуснутдинова С. Р., Валиев М. Р. Географический подход к изучению туристской составляющей инвестиционного потенциала и особенностей привлечения инвестиций в регионы России // Современные проблемы науки и образования. — 2013. — № 2.[11]
- Родионова И. А. Дуниежузінiн экономикалык, элеуметтік жэне саяси географиясы: оку куралы / Родионова И. А., Нюсупова Г. Н. и Токбергенова А. А. — Алматы: Казак университетi, 2014. — 413 с. (Учебник по экономической географии на казахском языке)
- Родионова И. А. Мировая экономика: индустриальный сектор. Учебное пособие. — М.: РУДН, 2010. — 606 с.[12]
- Родионова И. А. Мировая промышленность: структурные сдвиги и тенденции развития (вторая половина XX — начало XXI вв.). Монография. — М.: ГОУ ВПО МГУЛ, 2009.[13]
- Rodionova I., Gordeeva A. Human development index and informatisation of society in CIS // Bulletin of Geography. — 2010. — Volume 13. — Pages 79—88.[14]
- Nyussupova G., Rodionova I. Demographic situation and the level of human development of the Republic of Kazakhstan: Regional aspects // Bulletin of Geography. — 2011. — Volume 16. — Pages 75—87[15].
- Rodionova I., Kokuytseva T. Current state and development prospects of the Russian economy // Quaestiones Geographicae. 2011. — Volume 30, Issue 2. — June. — Pages 23-34.[16]
- Rodionova I. Competitiveness Of Countries In The World Innovation Economy: Central-Eastern Europe And Russia //Quaestiones Geographicae. — 2013. — Т. 32. — № 2. — С. 15—24.[17]
- Rodionova I.A. World industry in post-industrial society: tendencies and regional shifts // Miscellanea Geographica. — 2014. — Т. 18. — № 1. — С. 31—36.[18]
- Rodionova I., Kokuytseva T., Semenov A. Features of migration processes in different world industries in the second half of the XX century // Journal of Applied Economic Sciences. 2016. — Volume XI, Issue 8 (46). pp. 1769—1780[19]
- Rodionova I., Chernyaev M., Korenevskaya A. Energy Safety and Innovative Development of the BRICS States // International Journal of Energy Economics and Policy. — 2017. — 7(3). — 216—224.[20]
- Chernyaev M., Rodionova I. Analysis of Sustainable Development Factors in Fuel and Energy Industry and Conditions for Achievement Energy Efficiency and Energy Security // International Journal of Energy Economics and Policy. — 2017. — 7(5). — 16—27.[21]
- Rodionova I., Sholudko A. The Transformation of Labour and Employment in Post-Industrial Society // Bulletin of Geography. Socio-economic Series. — 2008. — Volume 9. — Р. 21—32[22].